# Interior. Leather Bar.
Interior. Leather Bar. es un falso documental estadounidense estrenado el 19 de enero de 2013 en el Festival de Cine de Sundance. Dirigido por el actor James Franco y el guionista Travis Mathews, la cinta los muestra a ellos trabajando en un proyecto cinematográfico que reimagina la producción de la controvertida película Cruising, la cual, antes de ser estrenada en 1980, sufrió un corte de cuarenta minutos por contener escenas de sexo explícito. Entre el elenco de Interior. Leather Bar. se encuentran también Val Lauren, Christian Patrick, Brenden Gregory, Brad Roberge, Colin Chavez y A.J. Goodrich.
A pesar de lo informado por la prensa cuando el proyecto fue anunciado, la película no es una recreación del material borrado, aunque sí incluye unas breves escenas de sexo. Por el contrario, utiliza la idea de recrear el material como punto de partida para explorar el proceso de realizar un filme de esas características, mostrando problemas como la incomodidad de los actores, el conflicto entre la libertad creativa y la censura, y la manera en que la representación cinematográfica de la diversidad sexual ha evolucionado desde el estreno de Cruising.
Mathews ha declarado en entrevistas que un aspecto de la película original que le interesó fue el contraste entre algunos análisis que sugieren que las escenas eliminadas constituían propaganda homofóbica y otros que proponen que se trataba naturalmente de un documental. Mathews también ha notado que la crisis del VIH/sida surgió en la comunidad homosexual poco después de que Cruising fuera producida.